# برونو لابادیا
برونو لابادیا (آلمانی: Bruno Labbadia؛ زاده ۸ فوریهٔ ۱۹۶۶) بازیکن سابق و مربی فوتبال اهل آلمان است.
وی همچنین در تیم ملی فوتبال آلمان بازی کرده‌است.